# Octonião
Na matemática, os octoniões (português europeu) ou octônios (português brasileiro) são uma extensão não-associativa dos quaterniões. Sua álgebra da divisão formada de 8 dimensões sobre os números reais é o mais extenso que pode ser obtido da construção de Cayley-Dickson. A álgebra do octoniões é frequentemente denotada como {\displaystyle \mathbb {O} }.
Possivelmente por não oferecerem uma multiplicação associativa, os octoniões recebem às vezes menos atenção do que os quaterniões. Apesar desta falta da popularidade, eles são relacionados a um número de estruturas excepcionais na matemática, entre elas os grupos excepcionais de Lie. Octoniões são também promissores na física, por exemplo, para avanços na teoria das cordas.

## Definição
Os octoniões podem ser definidos como octetos (ou 8-truplas) de números reais. Cada octonião é uma combinação linear real dos octoniões unitários {\displaystyle 1,i,j,k,l,il,jl\,} e {\displaystyle kl\,}. Isto é, cada octonião {\displaystyle x\,} pode ser escrito na forma
{\displaystyle x=x_{0}+x_{1}i+x_{2}j+x_{3}k+x_{4}l+x_{5}il+x_{6}jl+x_{7}kl\,}
com coeficientes reais {\displaystyle x_{i}\,}.
A adição dos octoniões é realizada somando-se os coeficientes correspondentes, como com os números complexos e os quaterniões. Pela linearidade, a multiplicação dos octoniões é completamente determinada  pela tabela da multiplicação para os octoniões unitários dados abaixo
| 1  | i   | j   | k   | l  | il  | jl  | kl  |
| i  | -1  | k   | -j  | il | -l  | -kl | jl  |
| j  | -k  | -1  | i   | jl | kl  | -l  | -il |
| k  | j   | -i  | -1  | kl | -jl | il  | -l  |
| l  | -il | -jl | -kl | -1 | i   | j   | k   |
| il | l   | -kl | jl  | -i | -1  | -k  | j   |
| jl | kl  | l   | -il | -j | k   | -1  | -i  |
| kl | -jl | il  | l   | -k | -j  | i   | -1  |

A base para os octoniões dada aqui não é quase tão universal quanto a base padrão para os quaterniões; entretanto, quase todas as outras diferem dessa somente quanto à ordem e o sinal.
Observa-se que a multiplicação não é associativa: i(jl) = -kl, mas (ij)l = kl.

## Conjugado, norma e inverso
O conjugado de um octonião 
{\displaystyle x=x_{0}+x_{1}\,i+x_{2}\,j+x_{3}\,k+x_{4}\,l+x_{5}\,il+x_{6}\,jl+x_{7}\,kl}
é dado por
{\displaystyle x=x_{0}-x_{1}\,i-x_{2}\,j-x_{3}\,k-x_{4}\,l-x_{5}\,il-x_{6}\,jl-x_{7}\,kl.}
A conjugação é uma involução de {\displaystyle \mathbb {O} } e satisfaz {\displaystyle (xy)^{*}=y^{*}x^{*}\,} (note a mudança de ordem).
A parte real de {\displaystyle x\,} é definida como {\displaystyle {(x+x^{*})} \over 2\,} {\displaystyle =x_{0}\,} e a parte imaginária como {\displaystyle {(x-x^{*})} \over 2\,}. O conjunto de todos os octoniões puramente imaginários forma um subespaço de 7 dimensões de {\displaystyle \mathbb {O} }, denotado {\displaystyle Im\,} {\displaystyle \mathbb {(O)} }.
A norma do octonião {\displaystyle x\,} é definida como
{\displaystyle \|x\|={\sqrt {x^{*}x}}}
A raiz quadrada é definida aqui como {\displaystyle x^{*}x=xx^{*}\,}, que é sempre um número real não negativo:
{\displaystyle \|x\|^{2}=x^{*}x=x_{0}^{2}+x_{1}^{2}+x_{2}^{2}+x_{3}^{2}+x_{4}^{2}+x_{5}^{2}+x_{6}^{2}+x_{7}^{2}}
Essa norma concorda com a norma euclidiana padrão em {\displaystyle R^{8}\,}.
A existência de uma norma em {\displaystyle \mathbb {O} } implica a existência de inversos para cada elemento diferente de 
zero de {\displaystyle \mathbb {O} }. O inverso de {\displaystyle x\neq 0\,} é dado por
{\displaystyle x^{-1}={\frac {x^{*}}{\|x\|^{2}}}}
Isso satisfaz {\displaystyle xx^{-1}=x^{-1}x=1\,}.